# ¿Qué hora es?
¿Qué hora es? (en italiano: Che ora è?) es una película dramática italiana de 1989  dirigida por Ettore Scola.

## Argumento
La visita de un abogado a su hijo militar es una oportunidad para recordar el pasado, discutir el futuro y encontrar un punto de encuentro entre dos personalidades diametralmente opuestas.

## Reparto
- Marcello Mastroianni - Marcello, el padre
- Massimo Troisi - Michele, el hijo
- Anne Parillaud - Loredana
- Renato Moretti - Sor Pietro
- Lou Castel - Pescador